# Goldflössel
Das Goldflössel, selten auch Goldbach (tschechisch Zlatý potok), ist ein rechtsseitiger Zufluss der mittleren Mandau mit einer Länge von ca. 4 km in der tschechischen Stadt Varnsdorf.

## Beschreibung
Der Bach entspringt am Osthang des Valy (Schanzenberg) in Studánka (Schönborn) in Tschechien. Er fließt auf einer Länge von ca. einem Kilometer nach Nordosten bis zur deutschen Grenze; in dem Tal lag vor 1945 das heute abgerissene Dorf Alt Schönborn (Stará Studánka). An der Grenze nimmt er den vom Stöcherberg zufließenden Stöcherbach auf. Zwischen der Sieberhalle und dem Konradberg (früher Schiefnerberg) bildet das mäandrierende Goldflössel auf einem weiteren Kilometer die deutsch-tschechische Grenze. Südlich des Jentschberges fließt das Goldflössel auf die Gemarkung von Seifhennersdorf, dort mündet das aus dem Wassergrund kommende  Wassergründel ein. Südlich der Häuser von Halbendorf fließt der Bach parallel zur tschechischen Grenze unter der Bahnstrecke Mittelherwigsdorf–Varnsdorf–Eibau hindurch. Westlich des Warnsdorfer Burgsberges ändert der Bach seine Fließrichtung nach Süden in die Gemarkung der tschechischen Stadt Varnsdorf. In der Nähe des Haltepunkts Varnsdorf-pivovar Kocour mündet das Goldflössel in die Mandau.
Mit Ausnahme des Quellgebietes im Ortskern von Studánka und des Mündungsgebietes in Varnsdorf ist der Bachlauf unverbaut und naturbelassen. Der größte Teil des deutschen Bachabschnittes wurde bis zum Ölmühlenteich als Flächennaturdenkmal unter Schutz gestellt.

## Halbendorfer Ölmühle
Das um 1800 errichtete Mühlenanwesen, bestehend aus einem Umgebinde-Wohnstallhaus mit zwei Wirtschaftsgebäuden, Ölstampfe, dem vom Goldflössel gespeisten Ölmühlenteich und Radkastenanlage, wurde zum technischen Denkmal erklärt. Vor dem Haus ist ein Wassertrog aus Granit erhalten. Umgeben ist die dicht an der tschechischen Grenze gelegene Gebäudegruppe von altem Baumbestand.